# Heráldica eclesiástica

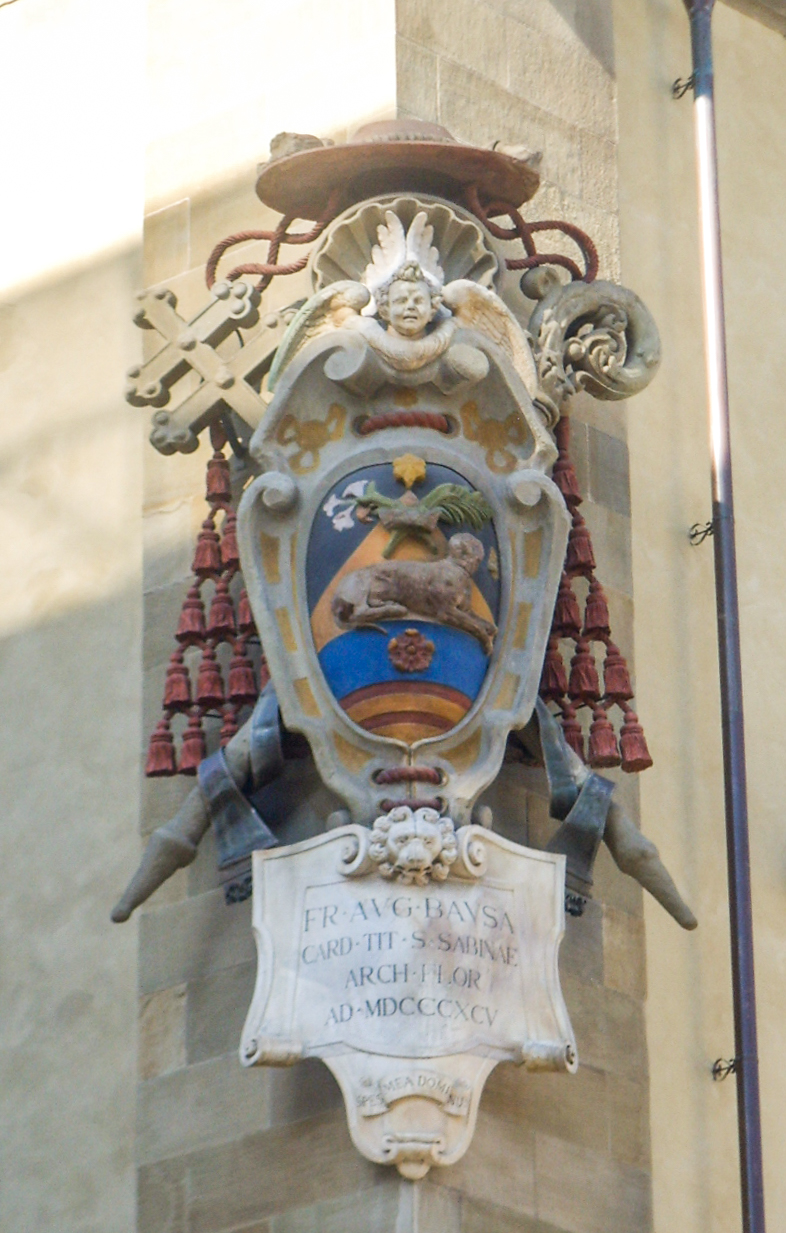
Brasão de armas do cardeal Agostino Bausa no pátio do palácio arquiepiscopal de Florença.

Heráldica eclesiástica é a tradição da heráldica desenvolvida pelo clero cristão. Inicialmente usado para marcar documentos, a heráldica eclesiástica evoluiu como um sistema de identificação de pessoas e Dioceses. É mais formalizada e hierarquizada dentro da Igreja Católica, onde a maioria dos Bispos, incluindo o Papa, e das Dioceses tem brasões pessoais ou institucionais. O clero na Igreja Anglicana, Luteranismo, Igrejas orientais e as Igrejas Ortodoxas têm costumes semelhantes.

## História
A Heráldica desenvolveu-se na Europa medieval a partir do século XI, originalmente como um sistema de emblemas pessoais das classes guerreiras que serviu, entre outros fins, como identificação no campo de batalha. As insígnias foram usadas em selos para identificar os documentos. Os primeiros selos tinham uma semelhança do proprietário do selo, com o escudo e as insígnias heráldicas incluídas.
Carimbos pessoais de Bispos e Abades continuaram a ser usados depois de sua morte, tornando-se gradualmente um selo impessoal e funcional (mais do cargo do que da pessoa). Estes selos inicialmente mostrava uma pessoa, mas como selos seculares começaram a representar apenas um escudo, o clero seguiu esta evolução através da adoção de selos com a insígnia heráldica. Sendo não-combatentes, o clero tende a substituir nos brasões os elementos militares por elementos clericais. Em alguns ramos religiosos um crânio substitui o capacete.
O sistema completo de elementos em torno do escudo foi regulamentado na Igreja Católica através da Bula Pontifícia do Papa Pio X Inter Multiplices Curas de 21 de fevereiro de 1905. A composição do escudo em si foi regulamentada e sujeita a registo pela Comissão de Heráldica da Cúria Romana, mas desde que este dicastério foi abolido pelo Papa João XXIII em 1960 as funções regulamentares e registais a nível global não foram exercidas.
A marcação de documentos é o uso mais comum de brasões na Igreja de hoje. Os brasões de armas dos bispos católicos eram antigamente pintados em barris de vinho e eram apresentados durante a cerimónia de ordenação episcopal.

## Alto Clero

### Papa
| Brasão | Hierarquia                               | Ornamentos Exteriores |
|        | Romano Pontífice                         | O brasão é caracterizado pelos símbolos da dignidade papal: a mitra pontifícia com três faixas horizontais, unidas por uma faixa vertical ao centro - símbolo de jurisdição (Igreja Triunfante, Padecente e Militante) e de múnus (de ensinar [docente], de governar [regente] e de santificar [santificante] - e pelas chaves decussadas de São Pedro representando a potestade de ligar e desligar na Terra e no Céu, dada por Jesus Cristo a São Pedro.                                                                                       |
|        | Soberano do Estado da Cidade do Vaticano | O brasão é caracterizado pelos símbolos da dignidade papal: a tiara papal com três faixas horizontais - símbolo de jurisdição (Igreja Triunfante, Padecente e Militante) e de múnus (de ensinar [docente], de governar [regente] e de santificar [santificante] - e pelas chaves decussadas de São Pedro representando a potestade de ligar e desligar na Terra e no Céu, dada por Jesus Cristo a São Pedro. Este modelo pode ser visto adornando o brasão pontifício no jardim em frente ao Palácio do Governo do Estado da Cidade do Vaticano. |

### Cardeais
| Brasão | Hierarquia                                                                            | Ornamentos Exteriores |
|        | Cardeal Camerlengo (somente durante a Sede Vacante)                                   | Todos os Cardeais usam no seu brasão o galero cardinalicio de 30 borlas. Durante a vacância da Santa Sé, isto é, no interstício entre a morte ou renúncia de um Pontífice e a eleição do sucessor, o Cardeal Camerlengo orna as suas armas com o umbráculo e as Chaves de São Pedro, representando a sua jurisdição temporária. O Cardeal Camerlengo usa no brasão a cruz arquiepiscopal (dupla).            |
|        | Cardeal Decano do Colégio de Cardeais Patriarca Metropolitano Arcebispo Metropolitano | Quando o Cardeal é Metropolita, isto é, chefia uma Arquidiocese Metropolitana, orna o seu brasão de armas com as insígnias próprias da sua dignidade sob o galero cardinalício, o pálio e a cruz arquiepiscopal (dupla). O Decano do Colégio de Cardeais, a quem na qualidade de Cardeal-Bispo de Óstia também é conferido o pálio, faz igualmente uso da respectiva respresentação heráldica no seu brasão. |
|        | Cardeal Patriarca Arcebispo                                                           | Quando o Cardeal é Arcebispo (Diocesano ou Titular) faz uso no brasão da cruz arquiepiscopal (dupla) sob o galero cardinalício. |
|        | Cardeal Bispo                                                                         | Quando o Cardeal é Bispo (Diocesano ou Titular) usa no brasão a cruz episcopal sob o galero cardinalício. |
|        | Cardeal Presbítero                                                                    | Os presbíteros nomeados Cardeais que obtenham dispensa da ordenação episcopal usam somente o galero cardinalício no brasão. Até 1917 também diáconos ou clérigos com ordens menores podiam ser nomeados Cardeais ("cardeal leigo"), sendo estas as suas insígnias. |

### Bispos
| Brasão | Hierarquia              | Ornamentos Exteriores |
|        | Patriarca               | Os Patriarcas latinos não elevados ao cardinalato usam no seu brasão o galero verde de 30 borlas bordadas a ouro e a cruz arquiepiscopal (dupla). Todos os presentes Patriarcas latinos têm direito ao uso do pálio, sendo este também usado no brasão.                           |
|        | Primaz                  | Os Primazes não elevados ao cardinalato usam no brasão o galero verde de 30 borlas e a cruz arquiepiscopal (dupla). Caso sejam Metropolitas usam também o pálio no brasão. |
|        | Arcebispo Metropolitano | Os Arcebispos Metropolitanos, isto é os prelados que chefiam uma Arquidiocese Metropolitana, usam no brasão o galero verde de 20 borlas, a cruz arquiepiscopal (dupla) e o pálio.                                                                                                 |
|        | Arcebispo               | Os Arcebispos (Diocesanos não Metropolitas ou Titulares) usam no brasão o galero verde de 20 borlas e a cruz arquiepiscopal (dupla). |
|        | Arcebispo ad Personam   | Os Arcebispos ad Personam, isto é os prelados a quem foi concedido o título pessoal de Arcebispo mas que chefiam uma Diocese ou são Arcebispos Coadjutores ou Auxiliares, usam no brasão o galero verde de 20 borlas e a cruz episcopal.                                          |
|        | Bispo                   | Os Bispos (Diocesanos, Coadjutores, Auxiliares ou Titulares) usam no brasão o galero verde de 12 borlas e a cruz episcopal. A mitra e o báculo, muito comuns no passado, desde 31 de março de 1969 com a Instrução Ut Sive Sollicite não são mais permitidos no brasão episcopal. |

### Abades
| Brasão | Hierarquia              | Ornamentos Exteriores |
|        | Abade Territorial       | Os Abades com jurisdição sobre todos os fiéis circunscritos à sua Abadia Territorial, sejam clérigos, religiosos ou leigos (abades nullius) usam no seu brasão as insígnias episcopais, com o galero verde de 12 borlas, mas substituindo a cruz episcopal pelo báculo abacial (com velo, isto é um lenço, no nó). |
|        | Arquiabade Abade Primaz | Os Arquiabades e Abades Primazes usam no brasão o galero negro com 20 borlas e o báculo abacial. |
|        | Abade Abade Primaz      | Os abades Ordem Premonstratense, cujo hábito é inteiramente branco, costumam carimbar sua imagem de chapéu de prata pré-oficial |
|        | Abade Prior Mitrado     | Os Abades e Priores Mitrados usam no brasão o galero negro com 12 borlas e o báculo abacial. |
|        | Abadessa                | As Abadessas usam o brasão em elipse envolvido pelo terço e ornado pelo báculo abacial (com velo no nó). |

### Monsenhores
| Brasão | Hierarquia                             | Ornamentos Exteriores |
|        | Protonotário Apostólico Numerário      | Os 7 Protonotários Apostólicos Numerários usam no brasão o galero violeta com 20 borlas púrpuras. Também usam as mesmas insígnias os Juízes Auditores do Tribunal da Rota Romana, o Promotor-Geral de Justiça e o Defensor do Vínculo do Supremo Tribunal da Assinatura Apostólica e os 4 Clérigos da Câmara Apostólica. Até o título ser abolido os Prelados di Fiochetto também usavam no brasão estas insígnias.                                                                                                  |
|        | Protonotário Apostólico Supranumerário | Os Protonotários Apostólicos Supranumerários usam no seu brasão o galero violeta com 12 borlas púrpuras. |
|        | Prelado de Honra de Sua Santidade      | Os Prelados de Honra de Sua Santidade usam no seu brasão o galero violeta com 12 borlas. Inclui-se, ainda, o uso do capelo vermelho, se houver autorização da Nunciatura Apostólica, ou ainda, da Santa Sé. |
|        | Capelão de Sua Santidade               | Os Capelães de Sua Santidade usam no brasão o galero negro com 12 borlas violetas. |
|        | Monsenhor ad Honorem                   | Alguns Prelados têm o título de Monsenhor durante munere, isto é enquanto exercem determinadas funções. É o caso dos Bispos-Eleitos antes da ordenação episcopal, dos Administradores Diocesanos durante a Sede Vacante da Diocese e dos Vigários-Gerais de cada Diocese. Designam-se Monsenhores ad honorem e usam no brasão o galero negro de 12 borlas. Os Vigários-Gerais que após o fim do mandato mantenham o título como eméritos mantêm igualmente o estatuto de Monsenhor ad honorem e o respectivo brasão. |

## Clero Secular (Diocesano)

### Dignidades
| Brasão | Hierarquia                         | Ornamentos Exteriores |
|        | Cónego de Basílica Papal           | Os Cónegos das Basílicas Papais (Roma) usam no brasão o galero negro com 12 borlas violetas bordadas a ouro. Alguns Cabidos receberam o raro privilégio dos seus Cónegos usarem iguais insígnias.       |
|        | Cónego de Basílica                 | Os Cónegos das Basílicas (fora de Roma) usam no brasão o galero negro com 12 borlas violetas. Vários Cabidos de Catedrais não Basílicas receberam o privilégio dos seus Cónegos usarem estas insígnias. |
|        | Vigário Episcopal Vigário Judicial | Os Vigários Episcopais e os Vigários Judiciais usam no brasão o galero negro de 12 borlas. Caso sejam Cónegos de Basílica usam as respectivas insígnias.                                                |
|        | Cónego                             | Os Cónegos usam no brasão o galero negro de 6 borlas. |

### Outros Clérigos
| Brasão | Hierarquia                        | Ornamentos Exteriores                                                                   |
|        | Vigário Forâneo Arcipreste Reitor | Os Vigários Forâneos, Arciprestes e Reitores usam no brasão o galero negro de 4 borlas. |
|        | Capelão Militar                   | Os Capelães Militares usam no brasão o galero negro de 2 borlas bordadas a ouro.        |
|        | Presbítero                        | Os Presbíteros usam no brasão o galero negro de 2 borlas.                               |
|        | Diácono                           | Os Diáconos usam no brasão o galero negro sem borlas.                                   |

## Clero Regular (Religioso)

### Dignidades
| Brasão | Hierarquia                    | Ornamentos Exteriores |
|        | Superiores Religiosos Maiores | Os Superiores Religiosos Maiores, como os Superiores-Gerais e os Superiores Provinciais, usam no brasão o galero negro de 12 borlas. |
|        | Prior                         | Os Priores usam no brasão o galero negro de 6 borlas.                                                                                |

### Outros Clérigos
| Brasão | Hierarquia                      | Ornamentos Exteriores                                                                                   |
|        | Superiores Religiosos Menores   | Os Superiores Religiosos Menores, como os Superiores locais, usam no brasão o galero negro de 4 borlas. |
|        | Frade Sacerdote Monge Sacerdote | Os frades sacerdotes e os monges sacerdotes usam no brasão o galero negro de 2 borlas.                  |
|        | Frade Diácono Monge Diácono     | Os frades diáconos e os monges diáconos usam no brasão o galero negro sem borlas.                       |

## Modelos Especiais
| Brasão | Hierarquia                                                           | Ornamentos Exteriores |
|        | Patriarca de Lisboa                                                  | Por privilégio papal, concedido por Clemente XII, o Patriarca de Lisboa orna o seu brasão de armas com a Tríplice Tiara e, no lugar das Chaves Pontifícias, com a cruz patriarcal e o báculo decussados. Caiu em desuso durante o século XX, passando os Patriarcas a usarem o modelo cardinalício ainda antes da criação como Cardeal (que por privilégio sucede no Consistório seguinte à nomeação), usando o privilégio que igualmente lhes foi concedido da inclusão do galero cardinalício no brasão. |
|        | Patriarca da Igreja Católica Arménia                                 | Ornamentos exteriores da Igreja Católica Arménia. |
|        | Patriarca Católico Caldeu de Bagdá                                   | |
|        | Grão-mestre da Ordem Soberana e Militar de Malta                     | LO príncipe e grão-mestre da Ordem Hospitalar Militar Soberana de São João de Jerusalém, Rodes e Malta é um religioso de classe cardeal. Seu escudo, esquartejado em 1 e 4 Gules com a cruz de prata , é colocado em uma cruz de ouro com oito pontas esmaltadas com prata e cercada pelo colar do príncipe e grão-mestre; todos em um casaco de veludo de areia coberto de cruzes maltesas, cheias de arminho, franjadas e amarradas nas laterais e no topo com cordões de ouro, o pescoço carimbado da coroa principesca fechado com o mesmo frisado naturalmente, com o toque de areia, os braços apoiando um globo cruzado e encimado por uma cruz de ouro maltesa, esmaltada com prata . Esclarecimento: o fato de colocar o escudo no colar é um costume, os textos que regulam os usos heráldicos da Ordem de Malta não foram revisados desde o final do século 19, sobra a regra de colocar o escudo dividido um rosário ao qual está pendurada uma cruz maltesa cantonada com 4 flores de lírio e encimada pela coroa · . Como o uso do casaco não é regulamentado, existem versões com ou sem semeadas da cruz da Ordem. |
|        | Cardeal Grão-Mestre da Ordem Equestre do Santo Sepulcro de Jerusalém | O Cardeal Grão-Mestre da Ordem Equestre do Santo Sepulcro de Jerusalém esquadrinhou seus braços com os da Ordem, prateados na Jerusalém, atravessando Gules . Ele carimba o chapéu heráldico Gules com 5 fileiras de borlas e cordões iguais. O conjunto colocava um manto móvel da coroa de espinhos, encimado pela crista. O escudo é cercado pelo colar da ordem . |
|        | Arcebispo de Salzburgo                                               | |
|        | Arcebispo de Udine                                                   | Arcebispo eleitor do Sacro Império Romano |
|        | Arcebispo de Salzeburgo                                              | Arcebispo de Salzeburgo |